# Faca Fairbairn-Sykes

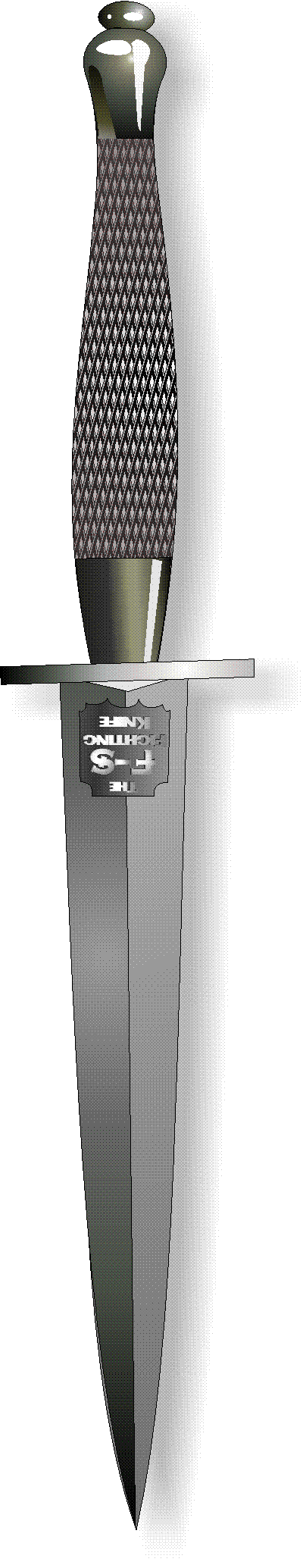
F&S.

A faca de combate Fairbairn-Sykes, também conhecida como F-S, leva o nome dos seus idealizadores, os militares britânicos William Ewart Fairbairn e Eric Anthony Sykes com a ajuda do industrial do ramo de cutelaria John Wilkinson-Lathan em novembro de 1940, ou seja, durante a Segunda Guerra Mundial. A faca de combate Fairbairn-Sykes tornou-se famosa durante este conflito mundial por ter sido adotada pelos comandos britânicos. 
A faca F-S foi criada em torno de um método de combate corporal desenvolvido e aperfeiçoado por seus idealizadores com base nas experiências acumuladas por anos de serviço na Polícia da cidade chinesa de Xangai (sob domínio britânico antes da invasão japonesa). Idealizada especialmente para ataques de surpresa e embates corpo-a-corpo, com uma lâmina delgada, de 7 polegadas (18 centímetros) de comprimento, foi desenhada de forma a facilmente penetrar o tórax de um soldado, passando entre as costelas de forma a atingir órgãos vitais como o coração e pulmões, matando rápida e silenciosamente a vítima atacada. Foi baseada num modelo de faca chamado genericamente na época de "faca de Xangai" (de dimensões menores), com a qual os seus criadores tiveram contato em seus anos de serviço policial.
Na Inglaterra, com a irrupção da Segunda Guerra Mundial, Fairbairn e Sykes, experientes militares, passaram a ser requisitados para ministrar cursos de luta corporal, difundindo seu método de luta, extremamente violento e silencioso, o qual passou a ser adotado por diferentes unidades militares inglesas, em especial as recém criadas unidades de comandos, destinadas a agir atrás das linhas de combate inimigas em ações de sabotagem e reconhecimento, onde a capacidade de matar soldados inimigos em silêncio era fundamental.

## Construção
O punhal F-S era constituído de uma peça em aço carbono, com lâmina simétrica e fina do tipo "needle point", cuja porção destinada à empunhadura era recoberta por latão, sendo toda a superfície da faca fosfatizada, dando-lhe o aspecto enegrecido, isento de reflexos, conveniente às operações militares. Foram produzidas cerca de 250 mil unidades entre 1941 e 1945, principalmente pela Wilkinson Sword Company e pela Joseph Rodgers Co. em 3 modelos pouco diferentes entre si, com variações em detalhes construtivos e de acabamento. Um novo modelo, projetado no fim da segunda guerra com base nas deficiências do modelo F-S original, designado Faca Applegate-Fairbairn, não chegou a ser produzido em tempo de ser usado no conflito, passando a ser produzido nos anos posteriores, em especial nos Estados Unidos.
Por ter se tornado um dos mais conhecidos modelos de faca de combate, existem atualmente dezenas de variantes e réplicas deste modelo de faca sendo produzidas no mundo todo, tanto em escala industrial quanto artesanal. 

## Referencias
1. ↑  Fighting Knives: An Illustrated Guide to Fighting Knives and Military Survival Weapons of the World (1985), Frederick J. Stephens, ISBN-10: 0853683441